# Доња Река (Јастребарско)
Доња Река је насељено место у Републици Хрватској у Загребачкој жупанији. Административно је у саставу Јастребарског.
Насеље се налази на надморској висини од 90 метара, а простире се на површини од 1,87 km².

## Становништво
На попису становништва 2011. године, Доња Река је имала 349 становника.
Према попису становништва из 2001. године у насељу Доња Река живело је 325 становника који су живели у 88 породична домаћинства. Густина насељености је 173,80 становника на km²
Кретање броја становника по пописима 1857—2001.
| година пописа  | 1857. | 1869. | 1880. | 1890. | 1900. | 1910. | 1921. | 1931. | 1948. | 1953. | 1961. | 1971. | 1981. | 1991. | 2001. |
| бр. становника | 244   | 488   | 478   | 219   | 224   | 614   | 576   | 643   | 339   | 327   | 288   | 273   | 265   | 304   | 325   |

Напомена: Насеља Доња Река и Горња Река исказују се одвојено у 1857., 1890., 1900. и од 1948. надаље. У 1869. исказивано је насеље под именом Ријека, у 1880. под именом Доња Ријека и Горња Ријека са заједничким бројем становника, а од 1910. до 1931. под именом Плешивичка Река. За то бивше насеље подаци су садржани у насељу Доња Река.

## Попис1991.
На попису становништва 1991. године, насељено место Доња Река је имало 304 становника, следећег националног састава:
| Попис 1991.‍ | Попис 1991.‍ | Попис 1991.‍ | Попис 1991.‍ | Попис 1991.‍ |
| ----------- | ----------- | ----------- | ----------- | ----------- |
|             |             |             |             |             |
| Хрвати      | Хрвати      |             | 304         | 100%        |
| укупно: 304 |             |             |             |             |